# Vladimír Tábor
Vladimír Tábor (1958. március 14. –) cseh labdarúgó, középpályás.

## Pályafutása
1975 és 1976 között az FK Baumit Jablonecben játszott, ahol 28 mérkőzésen lépett pályára és 0 gólt rúgott.
1980 és 1982 között a Bohemians Praha 1905-ben játszott, ahol 16 mérkőzésen játszott és 1 gólt rúgott.
1982 és 1986 között az FK Baumit Jablonecben játszott, ahol 90 mérkőzésen vett részt és 11 gólt rúgott.

## Fordítás
Ez a szócikk részben vagy egészben  a   Vladimír Tábor című cseh Wikipédia-szócikk ezen változatának fordításán alapul.  Az eredeti cikk szerkesztőit annak laptörténete sorolja fel. Ez a jelzés csupán a megfogalmazás eredetét és a szerzői jogokat jelzi, nem szolgál a cikkben szereplő információk forrásmegjelöléseként.